# Kaufhaus des Westens

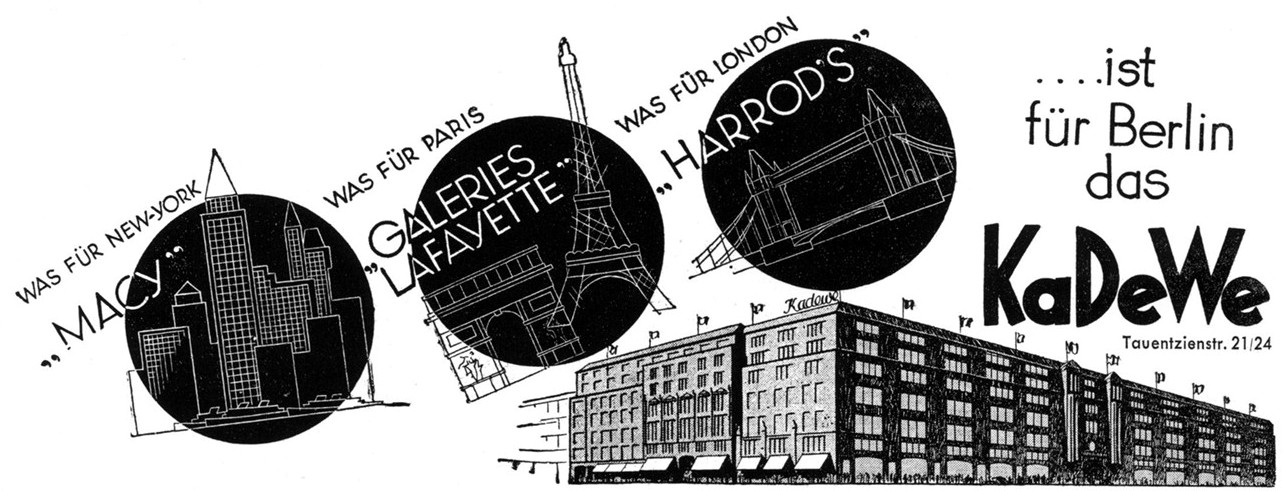
Leták z roku 1936

Kaufhaus des Westens nebo zkráceně KaDeWe (česky doslova Obchodní dům Západu) je obchodní dům v Berlíně. Se svými 60 000 m2 prodejní plochy je největším obchodním domem v Německu a zároveň i největším v kontinentální Evropě. Na sedmi patrech nabízí nejrozmanitější zboží, včetně toho nejluxusnějšího. Společnost zaměstnává cca 2 400 zaměstnanců. Denně navštíví KaDeWe mezi 40 000 až 50 000 zákazníků.

## Historie
Společnost založil v roce 1905 německý obchodník Adolf Jandorf. O dva roky později, v dubnu 1907, byla slavnostně otevřena budova obchodního domu, která vznikla podle projektu architekta Emila Schaudta. Od roku 1927 patřil obchodní dům společnosti Hertie. Během druhé světové války byl při bojích o Berlín téměř zcela zničen. Znovu otevřel své brány pět let po skončení války – v roce 1950. Po rozdělení Německa připadl obchodní dům, nacházející se v blízkosti náměstí Wittenbergplatz, Západnímu Berlínu. V 90. letech 20. století byl přestavěn a přibylo šesté a sedmé patro. To poslední je věnováno výhradně potravinám. KaDeWe se tak stal největším obchodem s potravinami v Evropě. Od roku 1994 je majetkem společnosti Karstadt AG.
V roce 2004 bylo v přízemí otevřeno oddělení s kosmetikou a parfémy. Byly rovněž zahájeny první přestavby, které trvaly tři roky a měly být dokončeny k prvnímu stému výročí existence stavby. V roce 2005 byla první tři patra s celkovou prodejní plochou 20 000 m2 postavenou v šachovnicových segmentech věnována módě.

## Fotogalerie

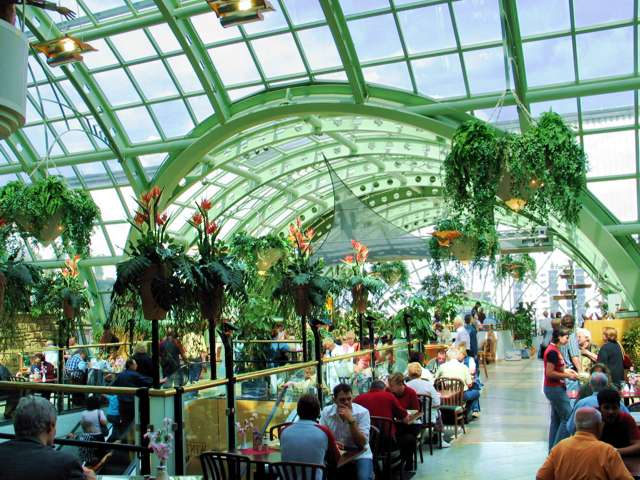
Zastřešená zimní zahrada (2005)
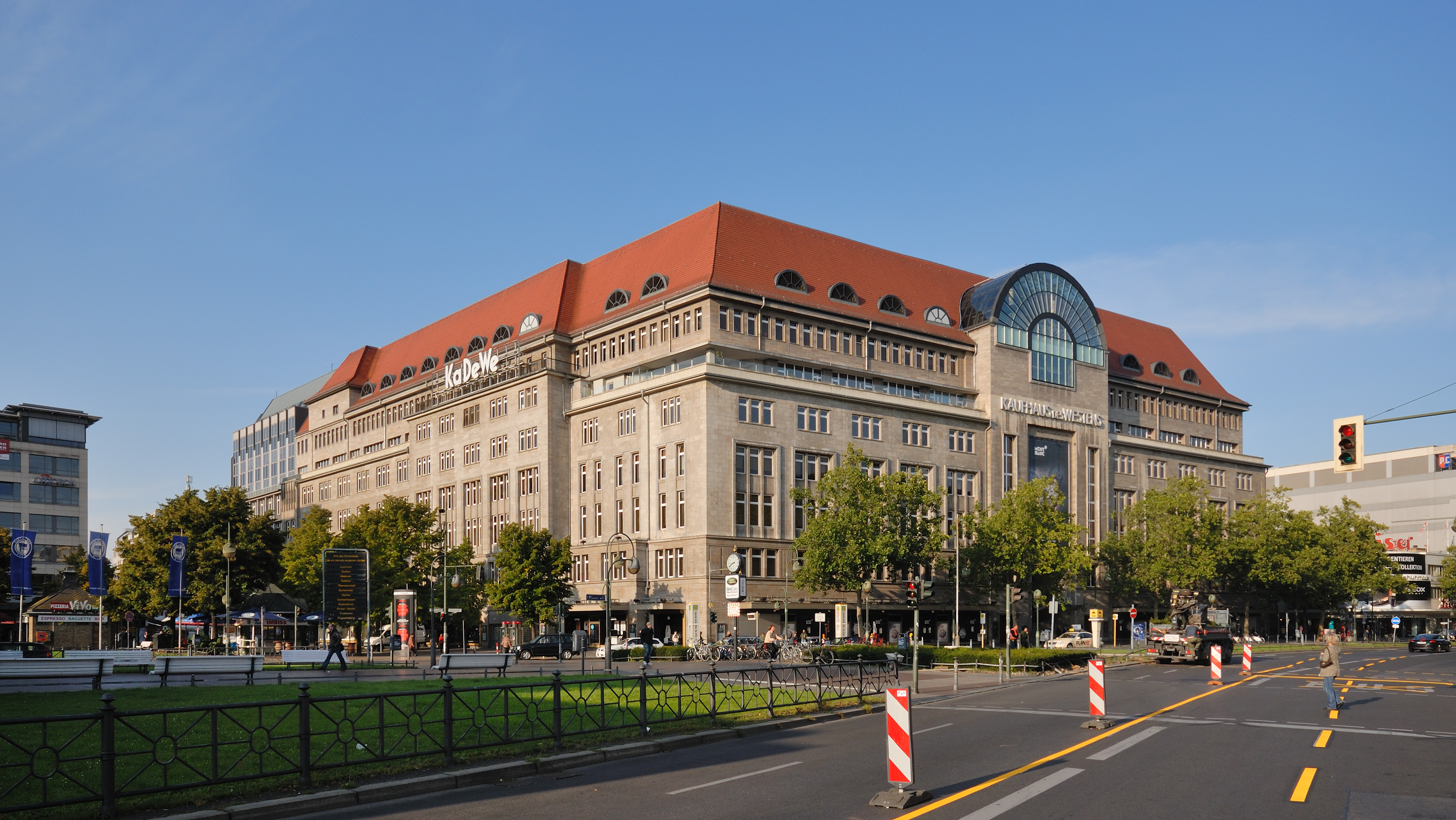
KaDeWe (2008)
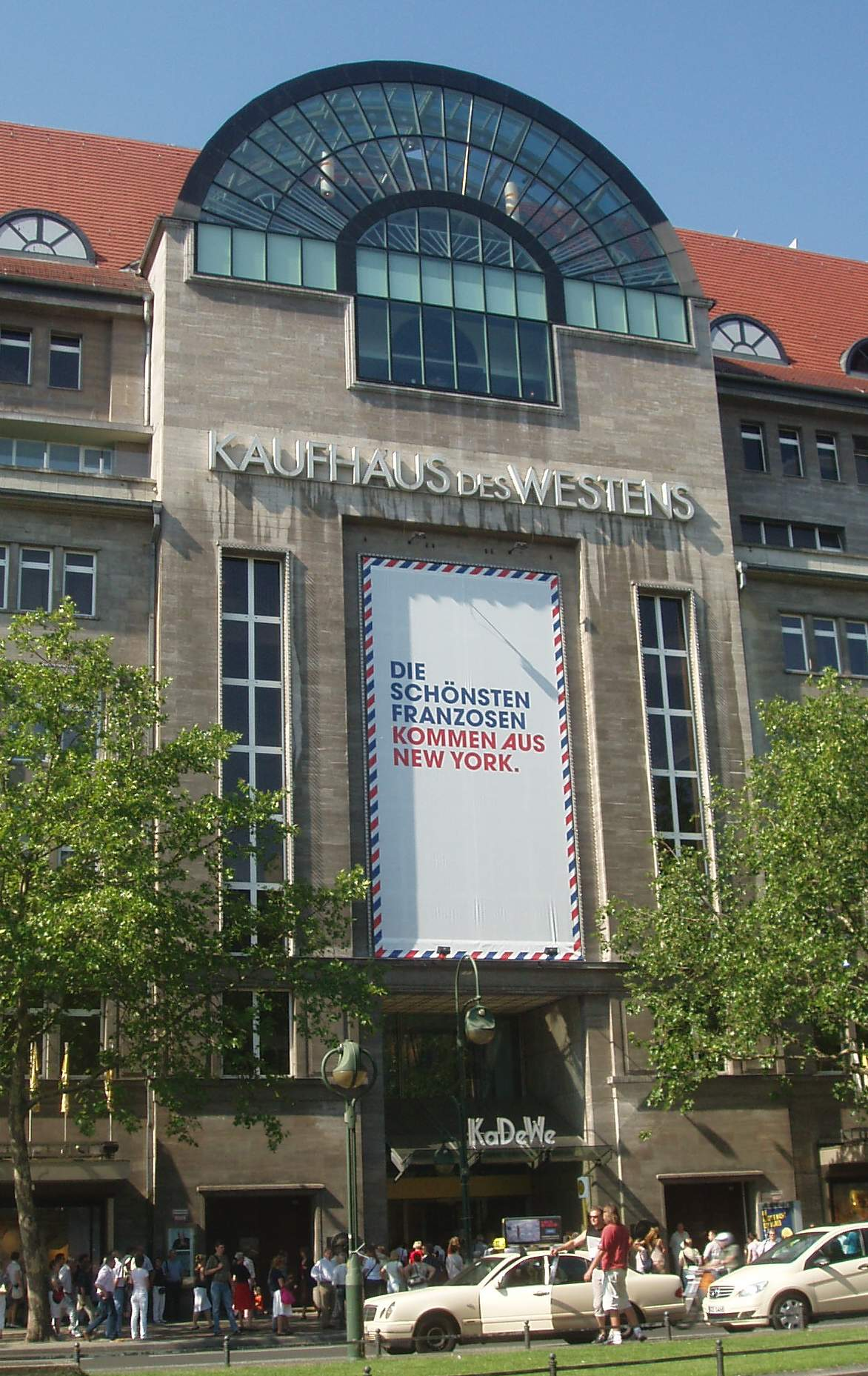
KaDeWe
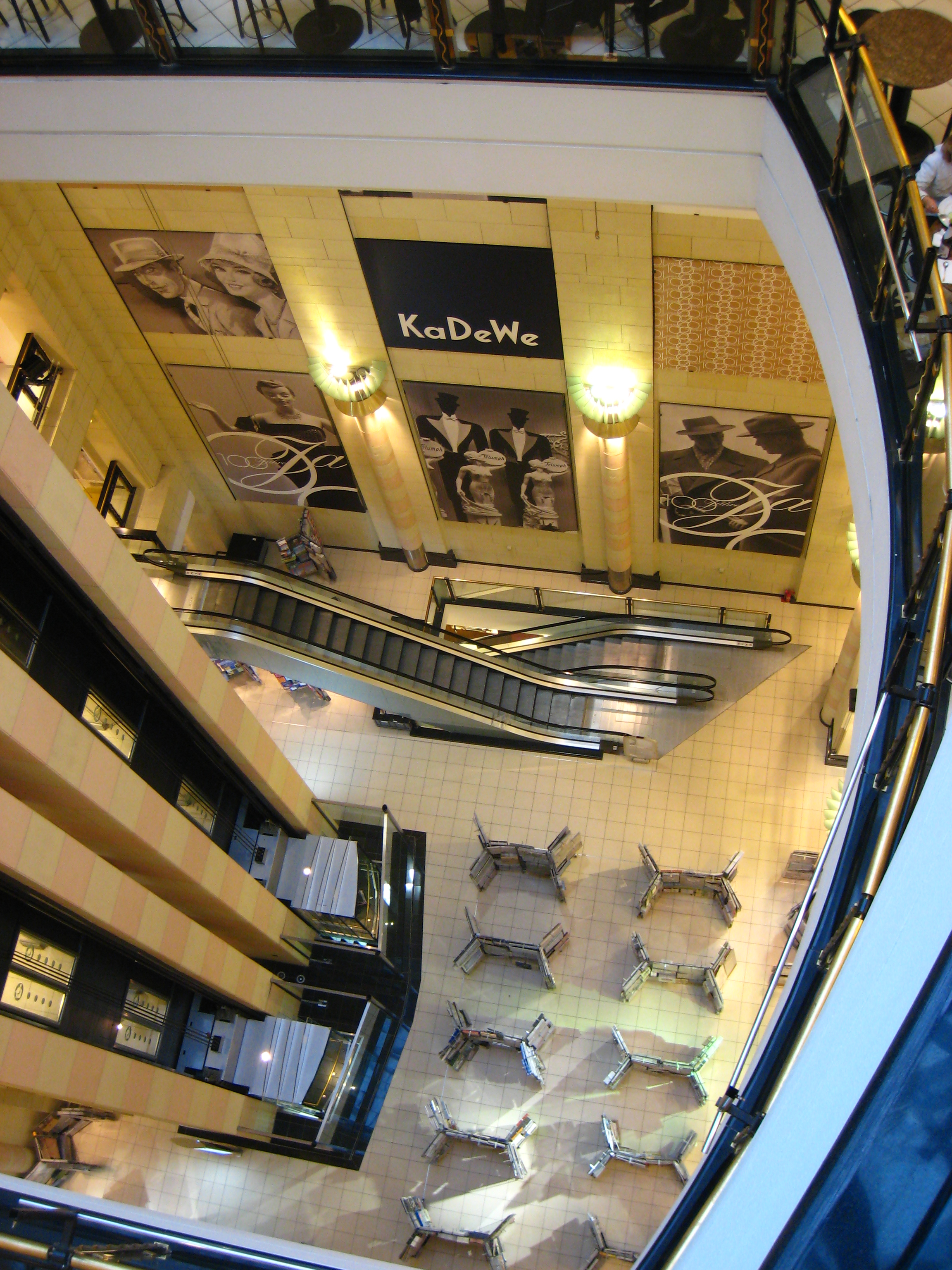
KaDeWe (zevnitř)
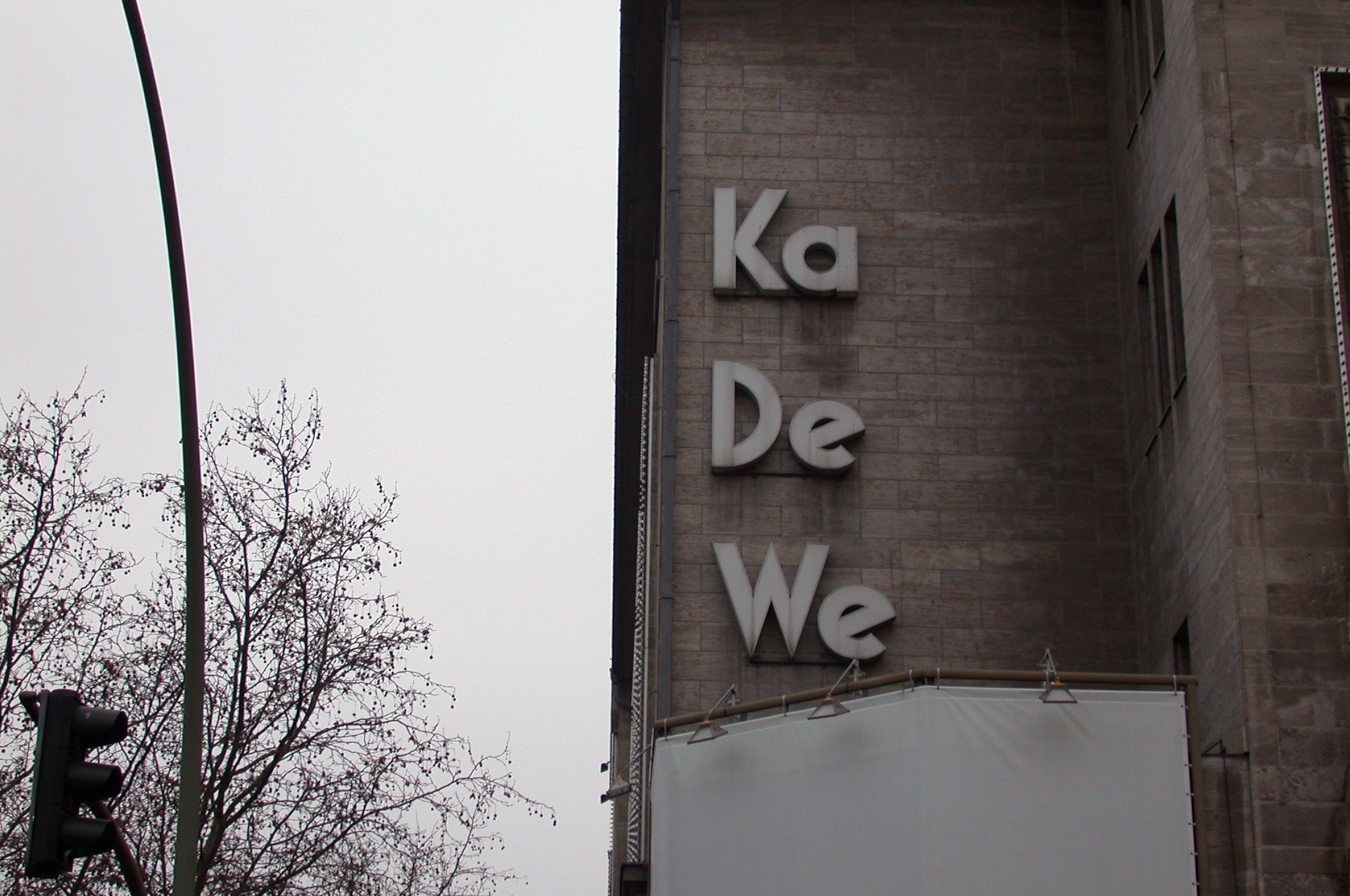
KaDeWe v Berlíně